# هاينكل إتش إي 70
هاينكل إتش إي 70 (بالإنجليزية: Heinkel He 70)‏ هي طائرة بريد أنتجت في ألمانيا. من صناعة هاينكل. كان أول طيران لها في 1 ديسمبر 1932. دخلت الخدمة في 1933، انتهت خدمتها في 1954. صنع منها 324 طائرة.

## المستخدمون
- سلاح الجو الألماني (الرايخ الثالث)
- القوات الجوية المجرية